# Long Hanborough
Long Hanborough är en by i Oxfordshire i England. Byn är belägen 11,9 km 
från Oxford. Orten har 2 526 invånare (2016).